# Près des étoiles
Singles de Soprano
Chasseur d'étoiles
(2020) Dingue
(2021)
Près des étoiles est une chanson du chanteur français Soprano, publiée le 24 mars 2021, une reprise de la chanson Plus près des étoiles du groupe Gold,.
C'est le premier single de son septième album studio Chasseur d'étoiles.

## Clip vidéo
Le clip est sorti le 24 mars 2021,. Il comptabilise plus de 20 105 996 vues sur la plateforme YouTube en septembre 2021. Dans le clip de 8 minutes empreint de nostalgie, un joli hommage aux années 80 avec des références Star Trek, Michael Jackson ou Stranger Things, un poster de Lionel Richie, une vieille radiocassette, et le chanteur Didier Bourdon,, un clip censé rappeler cette époque.

## Classements hebdomadaires
| Classement (2021)            | Meilleure position |
| ---------------------------- | ------------------ |
| France (SNEP)                | 88                 |
| Belgique (Wallonie Ultratop) | 13                 |

## Certification
| Pays | Certification | Ventes certifiées |
| --- | ------------- | ----------------- |
| France (SNEP)                                                                                             | Or            | 15 000 000‡       |
| *Ventes selon la certification xNon précisé par la certification ‡ventes/streaming selon la certification |               |                   |